# Banația
Banația a fost un liceu romano-catolic din Timișoara. Clădirea liceului a fost construită în anii 1924-1926 de Dieceza de Timișoara. Campania de strângere de fonduri pentru finanțarea construcției a fost condusă de avocatul Kaspar Muth, care a efectuat în acest sens un turneu în Statele Unite ale Americii.
Liceul a fost inaugurat în data de 29 august 1926 de administratorul apostolic Augustin Pacha.
Josef Schütz, directorul instituției de la înființare, a fost destituit din funcție de autoritățile române în anul 1942 și înlocuit cu profesorul pronazist Anton Valentin. Denumirea liceului a fost schimbată în Prinz Eugen Oberschule („Școala Superioară Prințul Eugen”). Elevii cu chipie roșii ai acestei școli erau temuți pentru antisemitismul lor agresiv.
În 1944 clădirea liceului a fost ocupată de Armata Roșie. În 1945 guvernul român a atribuit imobilul Universității de Medicină din Timișoara, care funcționează de atunci în clădire.

## Galerie

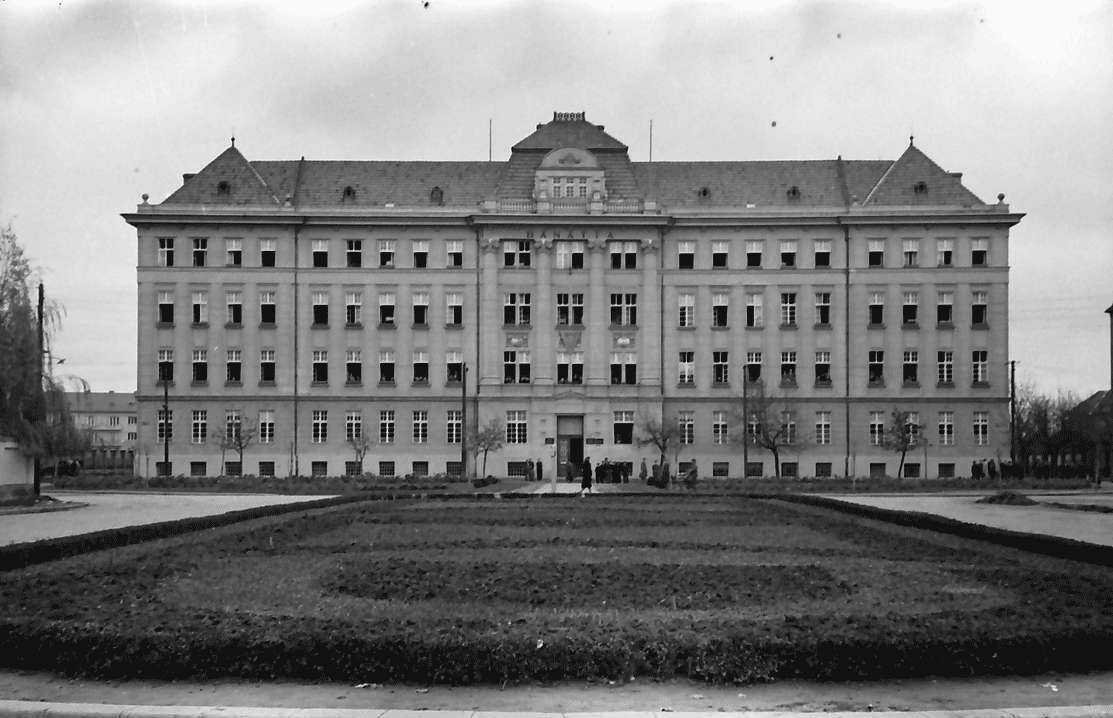
Liceul Banația în aprilie 1937
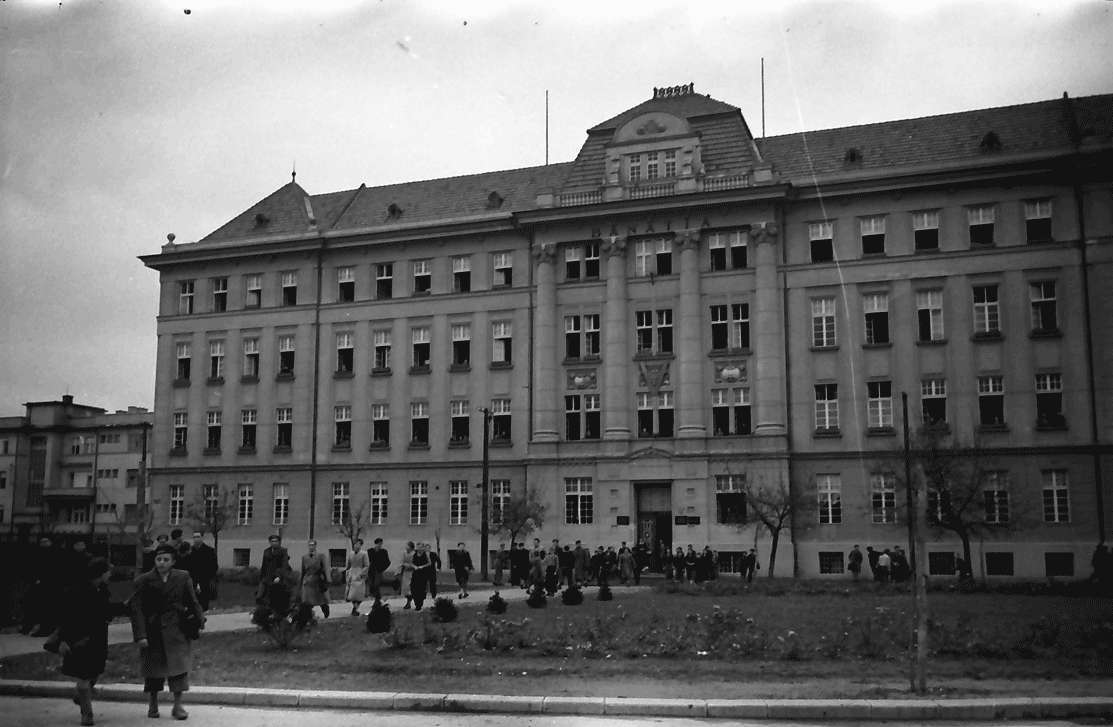
Liceul Banația în aprilie 1937